# Leda Cosmides
Leda Cosmides, ameriška psihologinja, * 7. maj 1957, Filadelfija, Pensilvanija, ZDA.
Skupaj z možem, antropologom Johnom Toobyem sta pomagala osnovati polje evolucijske psihologije. Leda Cosmides, John Tooby in Jerome Barkow so leta 1992 objavili The Adapted Mind: Evolutionary Psychology and the Generation of Culture, ki je spoznano kot temeljno delo evolucijske psihologije.
1. ↑  Freebase Data Dumps — Google.